# 國立彰化特殊教育學校
國立彰化特殊教育學校（英文：National Changhua Special School；簡稱：彰化特教、彰特），是一所位於臺灣彰化縣社頭鄉的國立特殊教育學校。1994年7月1日「臺灣省立彰化啟智學校」成立，2014年8月1日改為現名。

## 外部連結
- 國立彰化特殊教育學校（页面存档备份，存于）